# Klara od Najśw. Marii Panny Naszej Nadziei Ezcurra Urrutia
Klara od Najświętszej Marii Panny Naszej Nadziei Ezcurra Urrutia (ur. 17 sierpnia 1896 r.; zm. 19 sierpnia 1936 r.) – baskijska błogosławiona Kościoła katolickiego.

## Życiorys
Urodziła się w religijnej rodzinie. Gdy poczuła powołanie do życia zakonnego, wstąpiła do Zgromadzenia Karmelitanek Miłosierdzia w Cullera koło Walencji. Pracowała w Domu Miłosierdzia pełniąc przez całe życie drobne posługi. 
W 1936 r. wybuchła wojna domowa w Hiszpanii. Aresztowana 15 sierpnia 1936 r. poniosła śmierć męczeńską cztery dni później.
Beatyfikował ją w grupie Józef Aparicio Sanz i 232 towarzyszy Jan Paweł II w dniu 11 marca 2001 r.